# 110 Lydia
Lydia /ˈlɪdiə/ (định danh hành tinh vi hình: 110 Lydia) là một tiểu hành tinh khá lớn với kiểu quang phổ M, ở vành đai chính. Thành phần cấu tạo của nó có thể gồm niken-sắt. Tên của nó được dùng để đặt cho nhóm tiểu hành tinh Lydia. Ngày 19 tháng 4 năm 1870, nhà thiên văn học người Pháp Alphonse L. N. Borrelly phát hiện tiểu hành tinh Lydia và đặt tên nó theo tên một dân tộc Tiểu Á là người Phryrgia.
Cuối thập niên 1990, một mạng lưới các nhà thiên văn trên khắp thế giới đã sử dụng các đường cong ánh sáng để rút ra các tình trạng quay tròn và các kiểu hình dáng của 10 tiểu hành tinh mới, trong đó có 110 Lydia.
Lydia đã che khuất một ngôi sao mờ vào ngày 18 tháng 9 năm 1999.